# Jastrzębniki (Sławoborze)
Jastrzębniki (deutsch Falkenberg) ist ein Dorf in der polnischen Woiwodschaft Westpommern und gehört zur Gemeinde Sławoborze (Stolzenberg) im Powiat Świdwiński (Schivelbein).

## Geographische Lage
Jastrzębniki liegt zehn Kilometer nördlich von Świdwin und zwei Kilometer westlich der Wojewodschaftsstraße 162 von Kołobrzeg (Kolberg) nach Drawsko Pomorskie (Dramburg). Bahnstation ist Świdwin an der Bahnstrecke Stargard–Danzig.

## Geschichte
Das kreisförmig angelegte Rittergutsdorf Falkenberg wurde 1386 zum ersten Mal urkundlich genannt. Damals ordnete Ordensvogt Kaspar von Briesen fünf Hufen der Kirche zu Schivelbein zu. 1540 kam Falkenberg mit dem fürstlichen Amt Schivelbein an den Johanniterorden.
Im Jahr 1928 wurde Falkenberg in die Gemeinde Technow (Ciechnowo) eingegliedert. Gehörte der Ort bis 1932 zum Landkreis Schivelbein, kam er mit dessen Auflösung zum Landkreis Belgard (Persante). Falkenberg lag im Amts- und Standesamtsbezirk Kreitzig (Krzecko) im Amtsgerichtsbereich Schivelbein. 
1939 hatte Falkenberg 139 Einwohner. Besitzer des 934 Hektar großen Rittergutes war Ivo Freiherr von Bothmer († 1941).
Am 3. März 1945 wurde der Ort von sowjetischen Truppen besetzt. Nach der Vertreibung der ansässigen Bevölkerung kam das Dorf in polnische Hand und ist heute als Jastrzębniki ein Ortsteil der Landgemeinde Sławoborze und im Powiat Świdwiński.

## Kirche

### Kirchengemeinde
Falkenberg war bis 1945 eine selbständige Kirchengemeinde, die mit den Kirchengemeinden Grössin (Krosino) und Pribslaff (Stary Przybysław) das Kirchspiel Grössin bildete. Es lag im Kirchenkreis Schivelbein der Kirchenprovinz Pommern in der evangelischen Kirche der Altpreußischen Union. Das Kirchenpatronat hatte zuletzt Rittergutsbesitzer Rittmeister Ivo Freiherr von Bothmer inne. Zur Kirchengemeinde Falkenberg gehörten 1940 300 Gemeindeglieder bei 1293 im gesamten Kirchspiel. Letzter Geistlicher vor 1945 war Pfarrer Martin Lüpke.
Heute ist der Ort Teil des Kirchspiels Koszalin (Köslin) in der Diözese Pommern-Großpolen der Evangelisch-Augsburgischen Kirche in Polen.

### Dorfkirche

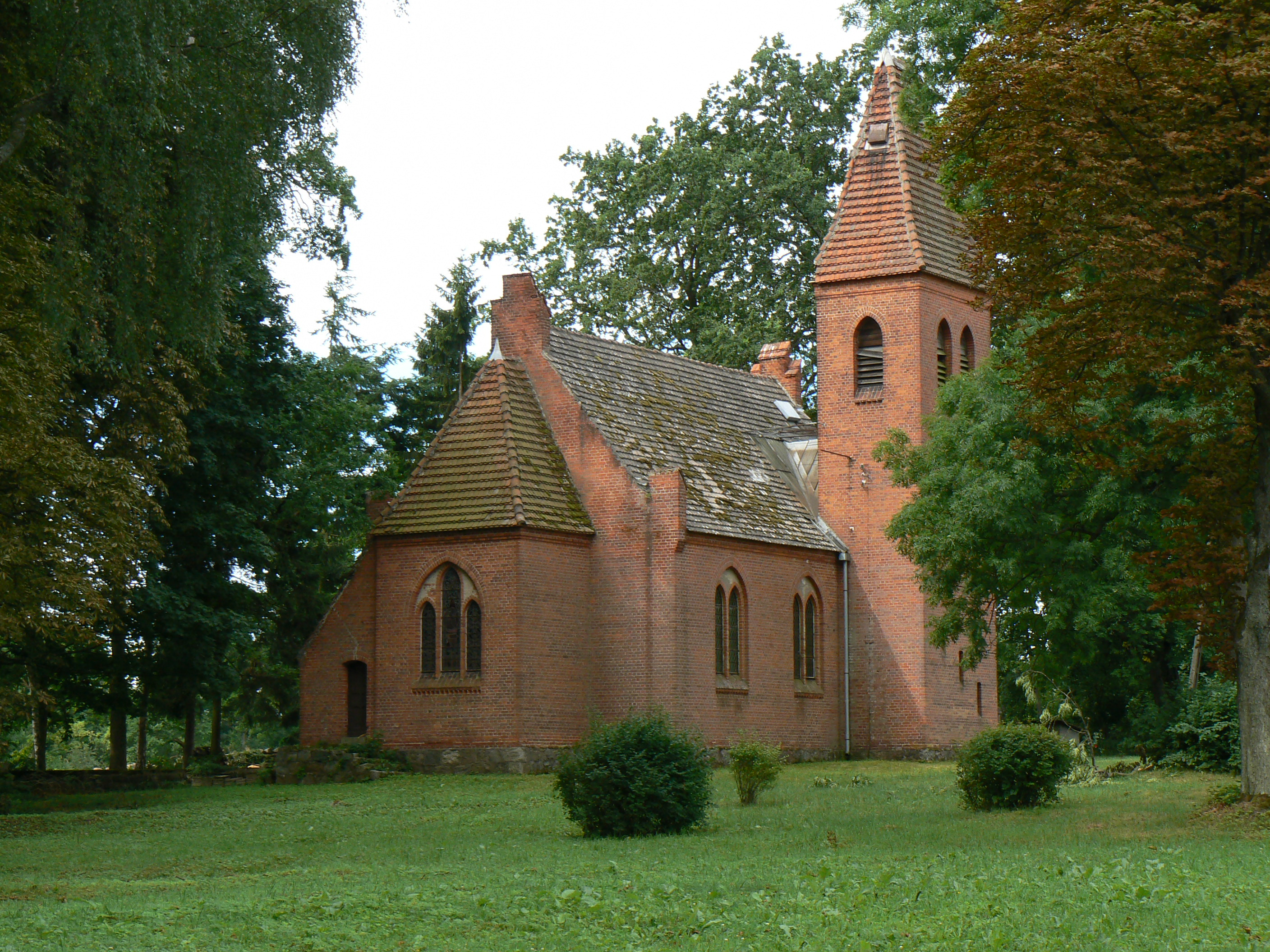
Dorfkirche (Aufnahme von 2010)

Anfang des 20. Jahrhunderts erhielt Falkenberg eine neue Kirche als Ersatz für das im Jahre 1902 wegen Baufälligkeit abgebrochene mittelalterliche strohgedeckte Fachwerkgebäude. 
Die neue Kirche, ein ansehnlicher Bau mit roten Ziegeln im alten Ordensstil, fasste 250 Gottesdienstteilnehmer und wurde am 18. September 1903 feierlich eingeweiht. Am Himmelfahrtstag des Folgejahres konnte auch die neue Orgel ihrer Bestimmung übergeben werden.
Die Altarbibel der Kirche schenkte Kaiserin Auguste Viktoria, Gattin von Wilhelm II., der Gemeinde. Die beiden Glocken in dem breitdachig gebauten Turm trugen die Jahreszahlen 1508 und 1595.

## Persönlichkeiten: Mit dem Ort verbunden
- Ivo Freiherr von Bothmer (1881–1940), Besitzer des Rittergutes Falkenberg und 1933 Mitglied des Provinziallandtages von Pommern